# 小不列颠
《小不列颠》（香港版DVD譯作《小小小英國》）是一部基于英国角色的电视剧，每集以连续喜剧小品的形式展现。它最初是英国广播公司的广播剧，后来被改编并登上荧幕。剧本由笑星二人组戴维·沃廉姆斯和马修·卢卡斯创作，并由该二人主演。剧作的标题是“小英格兰”和“大不列颠”两个词组的融合，小不列颠其实也是伦敦一个维多利亚式建筑的街区。
表演以夸张的手法描写了许多英国人平时所常见的各种情况。这些小品以叙述的方式展现给观众，并提示这其实是一个针对“非英国人”所用的关于不同阶层英国人生活方式的指南。忽略叙事者对于英国传统的叙述，喜剧来源于英国观众的自贬和对他们自身的了解，也伴有其他了解英国人的人对他们的看法。
这部喜剧在2008年播出美国版本，同样由该二人出演，称为《小不列颠大美利坚》（Little Britain USA）。在美国地区由HBO公司负责播出，加拿大由HBO加拿大和Comedy Network负责，也同时在英国BBC和澳洲播出。
电视剧中的大部分角色都由两位主演通过换装扮演，并拥有着他们个人的口头禅，其中许多已经在英国家喻户晓。电视剧也获得了英国主流的认可。